# ダイアナ・バウムリンド
ダイアナ・ブラムバーグ・バウムリンド（英: Diana Blumberg Baumrind、1927年8月23日 - 2018年9月13日）は、アメリカの臨床心理学者、発達心理学者である。

## 経歴
1927年8月23日にニューヨークのユダヤ人家庭に生まれ、1948年にニューヨーク市立大学ハンター校を卒業した。その後、カリフォルニア大学バークレー校で修士号と博士号を得た。
2018年9月5日、カリフォルニア州バークレーにてダイアナの娘が運転する自動車に同乗中、82歳の男性が運転する自動車に正面衝突され、オークランドのハイランド病院で治療を受けていたが同9月13日に死去した。

## 主張
養育スタイル（en:parenting styles）について研究し、スタイルを「消極・受け身型」「独裁・支配型」「民主型」「無関心型」の4つに分類した。